# 229省道 (浙江省)
229省道又称龙后线，是中国浙江省省道之一，原编号54省道。S229省道路线的起点是丽水市龙泉市龙渊街道,与S328省道相接，至庆元县淤上乡后山桥与福建省S204省道相接,通向政和县,是龙泉、庆元的重要对外通道。

## 改建工程
229省道龙泉市剑池街道至小梅镇(庆元界)段改造已于2010年竣工,庆元县竹口镇黄坛村至屏都街道菊水村段公路改建工程施工及监理招标已于2012年12月10日进行了公开开标及评标,具体建设时间未定,屏都菊水村至淤上乡后山桥已接近完成改造。